# Ignacio Corleto
Ignacio Miguel Corleto (Buenos Aires, 21 giugno 1978) è un ex rugbista a 15 argentino.

## Biografia
Cresciuto nel Club Universitario de Buenos Aires (CUBA), divenne professionista nel 2000, quando fu ingaggiato dal club francese del Narbona, nel quale militò per due stagioni, fino al 2002; all'epoca era già un atleta di interesse internazionale, avendo esordito nei Pumas nel 1998 contro il Giappone durante un tour; già un anno dopo era titolare alla Coppa del Mondo di rugby 1999, nel corso della quale disputò tutti i tre match in cui l'Argentina fu impegnata.
Nel 2002 si trasferì a Parigi allo Stade français, con cui nelle prime due stagioni vinse due titoli di Francia consecutivi (2003 e 2004) e giunse fino alla finale di Heineken Cup 2004-05.
Prese parte con l'Argentina alla Coppa del Mondo di rugby 2003 in Australia giocandovi solo due incontri.
Nel 2007 vinse il suo terzo titolo di campione francese con lo Stade français e partecipò alla sua terza Coppa del mondo consecutiva, vantando il record di aver segnato la prima meta di tale edizione del torneo (nell'incontro inaugurale a Saint-Denis, Argentina - Francia, dove i Pumas a sorpresa sconfissero i padroni di casa per 17-12) e portando la squadra al terzo posto assoluto, il miglior risultato di sempre nella rassegna mondiale; nel torneo Corleto disputò tutti i sette incontri in cui l'Argentina fu impegnata, e vi terminò anche la carriera internazionale, il 19 ottobre 2007 in occasione della finale per il terzo posto al Parco dei Principi di Parigi, di nuovo giocata contro la Francia e di nuovo vinta, per 34-10, con una meta personale.
I numerosi infortuni cui andò incontro dopo la Coppa del Mondo gli impedirono di scendere regolarmente in campo per lo Stade français (15 incontri di campionato nel 2007-09, neppure uno nella stagione successiva), sì da fargli meditare il ritiro a fine stagione 2008-09, decisione cui poi diede corso una volta terminato il contratto, non rinnovato, con il club parigino.

## Palmarès
- Campionati francesi: 3
Stade français: 2002-03; 2003-04; 2006-07.